# Werner Jacobi (Politiker, 1922)
Werner Jacobi (* 8. November 1922 in Geestemünde; † 1. Februar 2012) war ein deutscher Politiker der CDU.

## Leben und Politik
Werner Jacobi war von Beruf selbständiger Einzelhandelskaufmann in Bremerhaven. Er engagierte sich politisch in der CDU in Bremerhaven. Am 31. Oktober 1965 wurde er zum Kreisvorsitzenden der Bremerhavener CDU gewählt und zog vier Tage später auch in den Magistrat der Stadt ein, wo er für das Stadtreinigungsamt verantwortlich zeichnete. Dem Magistrat gehörte er bis 1971 an. Anschließend war er bis 1983 Mitglied der Stadtverordnetenversammlung der Seestadt. Kreisvorsitzender blieb er bis 1972. Bei der Bürgerschaftswahl 1967 wurde er in die Bremische Bürgerschaft gewählt, legte das Mandat aber bereits am 1. November nieder, um sich auf die Tätigkeit im Magistrat zu konzentrieren.